# Kareem Streete-Thompson
Kareem Streete-Thompson (ur. 30 marca 1973 w Ithace) – kajmański lekkoatleta, specjalizujący się w  skoku w dal i sprincie, trzykrotny olimpijczyk.
W początkach kariery brał udział w Carifta Games – w 1989 zdobył srebrny medal w biegu na 100 metrów i brązowy na 200 metrów. Rok później na Mistrzostwach Świata Juniorów w Lekkoatletyce zdobył srebrny medal w skoku w dal, podobnie w 1999 na igrzyskach panamerykańskich. W 2001 zajął 2 miejsce na halowych mistrzostwach świata 2001 i 1 podczas mistrzostw Ameryki Środkowej i Karaibów, na których to triumfował ponownie dwa lata później. W 2002 zdobył brąz na Igrzyskach Wspólnoty Narodów. 
Trzykrotnie brał udział w igrzyskach olimpijskich – w Barcelonie (bieg na 100 metrów i skok w dal),  Sydney (skok w dal) i Atenach (bieg na 100 metrów i skok w dal) – nie odnosząc jednak większych sukcesów.
Rekordy życiowe:
- Bieg na 100 m – 9,96 s
- Bieg na 200 m – 21,34 s
- Skok w dal – 8,63 m